# Jupiter's Darling
Pour le film, voir La Chérie de Jupiter.
Albums de Heart
Desire Walks On
(1993) Love Alive
(2005)
Jupiter's Darling est le douzième album studio de Heart, sorti en 2004. Cet album marque le retour du groupe sur disque après onze ans d'absence, leur dernier album studio Desire Walks On remonte à 1993. Deux singles promotionnels sont sortis simultanément avec l'album: The Oldest Story in the World qui a culminé au n ° 22 du Mainstream Rock Chart et "The Perfect Goodbye". Heart a interprété cette chanson avec la vedette country Wynonna Judd à l'émission de télé Crossroads de CMT à l'été 2004. 
Cet album amène le retour aux racines hard rock et folk de Heart, bien qu’il n'ait fait mieux que de plafonner au numéro 94 du Billboard 200 américain. Depuis lors, la maison de disques Sovereign Artists a fermé ses portes. Il a été rapporté (via des sources du groupe sur www.heart-music.com) que Sovereign devait toujours à Heart des milliers de dollars. Cet album n'a aucune certification RIAA. La pochette de l'album apparaît brièvement dans le film Rencontres à Elizabethtown de 2005, pour lequel Nancy Wilson composa la musique de film. Nancy et était alors mariée au réalisateur / scénariste du film, Cameron Crowe.

## Liste des chansons
1. Make Me
2. Oldest Story in the World
3. Things
4. The Perfect Goodbye
5. Enough
6. Move On
7. I Need The Rain
8. I Give Up
9. Vainglorious
10. No Other Love
11. Led to One
12. Down The Nile
13. I'm Fine
14. Fallen Ones
15. Lost Angel
16. Hello Moonglow

## Personnel
- Ann Wilson : Chant, chœurs
- Nancy Wilson : Chant (3, 7, 11, 13, 16), chœurs, guitares acoustique et électrique, dulcimer, mandocelle, mandoline, harmonica, piano, arrangements des cordes, mégaphone
- Craig Bartock : Guitare solo, guitare acoustique, ebow, orgue, Mellotron, harmonium, marimba, chœurs, arrangements des cordes, production
- Darian Sahanaja : Claviers, stylophone
- Mike Inez : Basse, tambourin
- Ben Smith : Batterie, boite de carton

## Personnel additionnel
- Ravi Jakhotia : Percussions
- Jami Sieber : Violoncelle
- Terry Davison : Guitare pedal steel (7)
- Mike McCready : Ebow (11), guitare Leslie (12), guitare solo (13)
- Jerry Cantrell : Guitare (14)